# Marcela Bovio
Marcela Alejandra Bovio García (Monterrey, Nuevo León, 17 de Outubro de 1979) é uma cantora mexicana e vocalista da banda de metal sinfônico Stream of Passion. Foi uma das fundadoras da banda Elfonía.
Foi chamada por Arjen Lucassen para participar na sua mais recente ópera-rock, o álbum The Human Equation de Ayreon onde fez o papel de "Esposa" (Wife).
Marcela também cantou no bónus do álbum re-gravado de Ayreon, The Final Experiment.
Mais tarde, aceitaria o convite de Lucassen para entrar em mais um de seus projetos chamado Stream of Passion e ser a principal vocalista. Neste, gravaram um álbum chamado Embrace the Storm e dois EPs, Out In The Real World, e o ao vivo, Live In The Real World. Ela possui uma classificação vocal de soprano.

## Biografia
Marcela nasceu em uma cidade no norte do México, onde ainda vive. Sua carreira musical começou quando o seu padrasto falou para Marcela e sua irmã entrarem em sua academia de música, quando elas ainda eram bem novas. A partir daquele dia, ela sempre esteve rodeada por música e se interessou principalmente em cantar.
Em sua adolescência ela começou a tocar violino e aulas de canto lírico, e conheceu o rock, rock progressivo e o metal.
Quando tinha 17 anos ela começou a fazer covers com os amigos. Mas ela ainda não era a vocalista naquela época. Depois, quando a banda ouviu Marcela cantando eles a quiseram como cantora.

## Discografia
- 1999 Hydra - Bosquejo (EP)
- 2003 Elfonía - Elfonía
- 2004 Ayreon - The Human Equation
- 2005 Ayreon - The Final Experiment (regravação)
- 2005 Stream of Passion - Embrace the Storm
- 2005 Elfonía - This Sonic Landscape
- 2006 Stream of Passion - Out in the Real World (EP)
- 2006 Stream of Passion - Live in the Real World (DVD)
- 2020 Ayreon - Transitus[1]
- 2022 Star One - Revel in Time[2]